# Jack Robinson (cầu thủ bóng đá, sinh 1993)
Jack Robinson (sinh ngày 1 tháng 9 năm 1993) là một cầu thủ bóng đá chuyên nghiệp người Anh hiện chơi cho Sheffield United tại Premier League. Anh là cầu thủ trẻ nhất từng chơi cho đội bóng, có trận ra mắt ở đội 1 khi mới 16 tuổi và 250 ngày.

## Sự nghiệp
Anh có trận ra mắt cho đội bóng vào ngày 9 tháng 5 năm 2010 khi vào sân ở phút 87 trong trận đấu cuối cùng của mùa giải gặp Hull City, vào sân thay Ryan Babel và trở thành cầu thủ trẻ nhất từng ra sân ở đội chính, khi mới 16 tuổi và 250 ngày, đánh bại kỉ lục cũ của Max Thompson.
Anh là cầu thủ được đánh giá rất cao ở đội U18 Liverpool trong hai mùa giải 2008-09 và 2009-10, và tập cùng đội chính trước trận gặp Benfica ở Europa League dù cho chưa được thi đấu cho đội dự bị.
Anh là thành viên đội U17 Anh và cũng từng chơi cho đội U16.

## Cuộc sống riêng tư
Robinson hiện vẫn đang học để lấy chứng chỉ GCSE và vẫn đang học ở trường trung học Chesterfield ở Crosby.

## Thống kê sự nghiệp
Tính đến 9 tháng 5 năm 2010.
| CLB                        | Mùa giải            | Premiership | Premiership | FA Cup | FA Cup  | League Cup | League Cup | Châu Âu | Châu Âu | Khác   | Khác    | Tổng   | Tổng    |
| CLB                        | Mùa giải            | Ra sân      | Ghi bàn     | Ra sân | Ghi bàn | Ra sân     | Ghi bàn    | Ra sân  | Ghi bàn | Ra sân | Ghi bàn | Ra sân | Ghi bàn |
| -------------------------- | ------------------- | ----------- | ----------- | ------ | ------- | ---------- | ---------- | ------- | ------- | ------ | ------- | ------ | ------- |
| Liverpool (Premier League) | 2009–10             | 1           | 0           | 0      | 0       | 0          | 0          | 0       | 0       | 0      | 0       | 1      | 0       |
| Liverpool (Premier League) | Club total          | 1           | 0           | 0      | 0       | 0          | 0          | 0       | 0       | 0      | 0       | 1      | 0       |
| Tổng cộng sự nghiệp        | Tổng cộng sự nghiệp | 1           | 0           | 0      | 0       | 0          | 0          | 0       | 0       | 0      | 0       | 1      | 0       |